# Holly Hobbie
Holly Hobbie es una serie de televisión juvenil basada en la franquicia de medios del mismo nombre. La serie es producida por Aircraft Pictures, en asociación con Cloudco Entertainment y Wexworks Media, y marca la primera vez que Cloudco produce una serie de acción en vivo basada en una de sus propiedades. La serie se lanzó en noviembre de 2018 en Hulu y en enero de 2019 en Family Channel. En julio de 2019, la serie se renovó para una segunda temporada, que se lanzó en Hulu en noviembre de 2019. El programa ha sido renovado para una tercera temporada, que se estrenó el 23 de noviembre de 2021 en Hulu. BYUtv lo renovó aún más para una cuarta temporada, que se estrenó en mayo de 2022, y una quinta temporada, que se estrenó en agosto de 2022. Seguido de esto la serie estrenó la cuarta y quinta temporada en HULU a fines del 2024. 

## Sinopsis
Holly Hobbie puede parecer una joven granjera que vive en un pequeño pueblo llamado Collinsville. Pero por dentro es una heroína para nuestro tiempo. Ahora que Holly ha llegado a la adolescencia, ayudar a los demás es más complicado de lo que parece. Desde salvar el café de su abuela, hasta apoyar a su mejor amiga y navegar por el amor joven, Holly puede salvar al mundo algún día, pero comenzará con su pequeño pueblo.

## Elenco
- Ruby Jay como Holly Hobbie, una cantante y compositora adolescente que vive con su familia en un pequeño pueblo llamado Collinsville.
- Evan Buliung como Robert, el padre de Holly.
- Erin Karpluk como Katherine, la madre de Holly.
- Charles Vandervaart como Robbie, el hermano mayor de Holly.
- Kate Moyer como Heather, la hermana menor de Holly.
- Sara Botsford, como Helen, la abuela de Holly.
- Hunter Dillon como Tyler Flaherty, el chico «rebelde» de Collinsville.
- Saara Chaudry como Amy, una de las mejores amigas de Holly.
- Kamaia Fairburn como Piper, otra de las mejores amigas de Holly.

## Banda sonora
El 25 de junio de 2019, se confirmó que Cloudco había firmado un acuerdo con ARTS Music, subsidiaria de Warner Music Group, para lanzar la música de la serie y que la melodía del tema del programa se lanzaría ese día. El 30 de agosto de 2019 se lanzó un álbum digital con canciones de la primera temporada. El 22 de noviembre de 2019 se lanzó un segundo álbum digital titulado «What Comes Next», que contiene canciones de la segunda temporada.
| N.º   | Título                                             | Duración |  |
| 1.    | «Be the Change (tema musical)»                     | 2:57     |  |
| 2.    | «Two is Better Than One»                           | 2:11     |  |
| 3.    | «Your Own Drum»                                    | 3:37     |  |
| 4.    | «The World We Want»                                | 3:44     |  |
| 5.    | «Stay True»                                        | 3:59     |  |
| 6.    | «Two is Better Than One (Mezcla de estudio)»       | 2:54     |  |
| 7.    | «Your Own Drum (Mezcla de estudio)»                | 3:47     |  |
| 8.    | «The World We Want (Mezcla de estudio)»            | 3:37     |  |
| 9.    | «Stay True (Mezcla de estudio)»                    | 4:03     |  |
| 10.   | «Be the Change (tema musical) [Mezcla de estudio]» | 2:48     |  |
| 33:32 |                                                    |          |  |

| N.º   | Título                                  | Duración |  |
| 1.    | «What Comes Next»                       | 3:10     |  |
| 2.    | «Over It»                               | 3:16     |  |
| 3.    | «More to Life»                          | 3:16     |  |
| 4.    | «Anything with You»                     | 3:16     |  |
| 5.    | «Strong»                                | 3:17     |  |
| 6.    | «Shine»                                 | 2:27     |  |
| 7.    | «What Comes Next (Mezcla de estudio)»   | 3:13     |  |
| 8.    | «Over It (Mezcla de estudio)»           | 3:20     |  |
| 9.    | «More to Life (Mezcla de estudio)»      | 3:14     |  |
| 10.   | «Anything with You (Mezcla de estudio)» | 3:13     |  |
| 11.   | «Strong (Mezcla de estudio)»            | 3:17     |  |
| 12.   | «What Makes You Beautiful»              | 4:09     |  |
| 39:08 |                                         |          |  |

## Episodios
| Temporada | Temporada | Episodios | Episodios | Lanzamiento original    | Lanzamiento original    |
| --------- | --------- | --------- | --------- | ----------------------- | ----------------------- |
|           | 1         | 10        | 10        | 16 de noviembre de 2018 | 16 de noviembre de 2018 |
|           | 2         | 10        | 10        | 22 de noviembre de 2019 | 22 de noviembre de 2019 |
|           | 3         | 10        | 10        | 23 de noviembre de 2021 | 23 de noviembre de 2021 |
|           | 4         | 10        | 10        | 1 de mayo de 2022       | 1 de mayo de 2022       |
|           | 5         | 10        | 10        | 1 de agosto de 2022     | 1 de agosto de 2022     |

## Transmisión
La serie se lanzó en Hulu en los Estados Unidos y se emitió en Family Channel en Canadá, quien co-comisionó la producción de la serie. En junio de 2020, BYUtv adquirió los derechos de transmisión televisiva en los Estados Unidos de la serie, reemplazando a Universal Kids, que había estado transmitiendo la serie desde diciembre de 2019. A principios de 2021, Holly Hobbie se renovó para una tercera temporada, que se lanzó en Hulu el 23 de noviembre de 2021, así como para la cuarta y quinta temporada planificadas que serán transmitidas por BYUtv. Además, Disney Channel en Estados Unidos adquirió los derechos para transmitir las tres primeras temporadas de la serie, que comenzó a transmitirse en diciembre de 2021.
El 25 de junio de 2019, se confirmó que la BBC había comprado los derechos de transmisión británicos de la serie para que saliera al aire en el canal CBBC. Posteriormente, el 25 de septiembre de 2019, Cloudco pre-vendió la serie a France Télévisions en Francia, Minimax en Europa Central y Oriental y TVA Group en Quebec. El 6 de noviembre de 2020, el socio de ventas latinoamericano del programa, Spiral International, vendió la serie a Disney Channel en América Latina y Brasil.